# 查维斯县
查維斯縣是美国新墨西哥州東南部的一個县，面積15,734平方公里。根據2020年美國人口普查，查維斯縣共有人口65,157人。查維斯縣的縣治為羅斯威爾，而羅斯威爾係以1947年羅斯威爾飛碟墜毀事件聞名於世。
查維斯縣成立於1889年2月25日，縣名紀念該州國會代表荷西·F·查維斯（Jose Francisco Chaves）。查維斯縣是於1889年2月25日由領土立法機關成立，且查維斯縣是獨立自林肯縣。

## 地理
根據2000年人口普查，查維斯縣的總面積為6,075平方英里（15,730平方），其中有6,071平方英里（15,720平方），即99.93為陸地；4平方英里（10平方），即0.07%為水域。查維斯縣既是新墨西哥州面積第四大的縣份，亦是美國面積第41大的縣份。

### 毗鄰縣
因為查維斯縣位於新墨西哥州中部，因此所有毗鄰縣皆為新墨西哥州的縣份。
- 迪巴卡縣：北方
- 羅斯福縣：東北方
- 利縣：東方
- 埃迪縣：南方
- 奧特羅縣：西南方
- 林肯縣：西方

### 國家保護區
- 苦湖國家野生動物保護區（英语：Bitter Lake National Wildlife Refuge）
- 林肯国家森林（部分）

## 人口
| 调查年            | 人口   | 备注 | %±     |
| ----------------- | ------ | ---- | ------ |
| 1910              | 16,850 |      | —      |
| 1920              | 12,075 |      | −28.3% |
| 1930              | 19,549 |      | 61.9%  |
| 1940              | 23,980 |      | 22.7%  |
| 1950              | 40,605 |      | 69.3%  |
| 1960              | 57,649 |      | 42.0%  |
| 1970              | 43,335 |      | −24.8% |
| 1980              | 51,103 |      | 17.9%  |
| 1990              | 57,849 |      | 13.2%  |
| 2000              | 61,382 |      | 6.1%   |
| 2010              | 65,645 |      | 6.9%   |
| [ 5 ] [ 6 ] [ 7 ] |        |      |        |

### 2010年
根據2010年人口普查，查維斯縣擁有65,645居民。查維斯縣的人口是由70.9%白人、2%黑人、1.2%原住民、0.6%亞裔、0.1%太平洋岛民、22%其他種族和3.2%混血构成。而西班牙裔或拉丁美洲人佔了人口52%。

### 2000年
根據2000年人口普查，查維斯縣擁有61,382居民、22,561住戶和16,085家庭。其人口密度為每平方英里10居民（每平方公里4居民）。查維斯縣擁有25,647間房屋单位，其密度為每平方英里4間（每平方公里2間）。查維斯縣的人口是由71.95%白人、1.97%黑人、1.13%原住民、0.53%亞裔、0.06%太平洋岛民、21.25%其他種族和3.12%混血构成。而西班牙裔或拉丁美洲人佔了人口43.83%。
在22,561住户中，有35.6%擁有一個或以上的兒童（18歲以下）、52.7%為夫妻、13.7%為單親家庭、28.7%為非家庭、24.8%為獨居、11.6%住戶有同居長者。平均每戶有2.66人，而平均每個家庭則有3.17人。在61,382居民中，有29.1%為18歲以下、9.4%為18至24歲、25.3%為25至44歲、21.5%為45至64歲以及14.7%為65歲以上。人口的年齡中位數為35歲，每100個女性就有95.9個男性。而每100個成年女性（18歲以上）就有91.6個成年男性。
查維斯縣的住戶收入中位數為$28,513，而家庭收入中位數則為$32,532。男性的收入中位數為$26,896，而女性的收入中位數則為$21,205。查維斯縣的人均收入為$14,990。約17.6%家庭和21.3%人口在貧窮線以下，包括29.1%兒童（18歲以下）及13.9%長者（65歲以上）。